# Mariivka, Pavlohrad
Mariivka (în ucraineană Мар`ївка) este un sat în comuna Nova Rus din raionul Pavlohrad, regiunea Dnipropetrovsk, Ucraina.

## Demografie
Componența lingvistică a localității Mariivka
     Ucraineană (93,14%)
     Rusă (6%)
Conform recensământului din 2001, majoritatea populației localității Mariivka era vorbitoare de ucraineană (93,14%), existând în minoritate și vorbitori de rusă (6%).